# Rhaphuma luteopubens
Rhaphuma luteopubens är en skalbaggsart som beskrevs av Maurice Pic 1937. Rhaphuma luteopubens ingår i släktet Rhaphuma och familjen långhorningar. Inga underarter finns listade i Catalogue of Life.